# 政治学史
政治学史（せいじがくし、英語: History of political science）は、政治学の歴史を指す用語である。

## 概要
政治学の理論の変遷、学説の歴史及びその歴史的背景を対象とする。検討するに際しては、現在の関心から主観的に解釈してよいものではなく、過去の人々が問題とした歴史的所与を含めて、厳密に客観的であるように心掛けなければならない。政治学の歴史は、学問に内在する発見の論理だけでは進まず、経済や文化などの外在的な歴史と絶えず絡み合うからである。少なくとも古典となる文献の精密な読解と、その古典が書かれた時代状況や社会背景の理解は不可欠であり、このことを抜きに政治を語れば、時代錯誤の批判を免れない。
特に政治哲学や政治思想の歴史を扱う場合は、政治思想史とも呼ばれるが、例えば西洋政治思想史を専攻した福田歓一の著書『政治学史』は、その書名にもかかわらず政治思想史を扱っているように、両者は厳密に使い分けられない場合もある。もちろん、安易に結びつけることには慎重であるべきだが、両者を分散して展開するのも生産的ではない。
ここでは、政治学一般の歴史について記述することにする。

## 古典古代
古代のギリシャやローマ（古典古代）においては、ポリスやキウィタスという特異な政治社会が形成されていた。ポリスやキウィタスを当時のそれ以外の政治社会と区別する特徴としては、スパルタのリュクルゴスやアテナイのソロン、ローマにおける十二表法の成立などに見られる、政治が制度によって問題解決されるものという意識が存在したことであった。リュクルゴスやソロンは「立法者」（nomothetēs）と呼ばれ、今日で言えば憲法に当たる法律を制定し、法制を敷くことで現実の社会構造の変化に政治社会を対応させ、かつ専制を抑制する機能を果たした。一方で、ポリスやキウィタスといった政治社会は実際には特殊であるにもかかわらず、普遍性をもって捉えられ、このような社会を必然化し永続的なものであると捉える傾向も存在した。
この時代を代表する哲学者としては、プラトンとアリストテレスが有名であるが、この2人の間の政治思想と方法論の相違と対立は、そのまま現代の政治学の方法論においても当てはまる。

### プラトン
ギリシャの哲学者プラトンの著作は数多いが、その中で政治を直接問題としているのは『国家（ポリテイア）』である。ただし『ポリテイア』が対象とする政治社会は前述したポリス社会であり、近代的な政治社会とは異なっている。プラトンは「国の制度というものが人間を育てるものである」と述べ、「よい国制がよい人間を、悪い国制が悪い人間を育てる」として、よい国制について論じている。プラトンは「よい国制は各自の能力によってその階級を決め、適切な位置に適切な人材を配置することによって実現できる」と述べており、結果的には個人を不平等に扱うものであるが、プラトンは性差による不平等について批判を加え、「女性であっても能力さえあれば軍人になってもかまわない」と述べた。またプラトンは「軍人や統治者などの支配身分に属する者は私有財産を持ってはならず、共有しなければいけない」と述べているが、これは支配身分が公共性を持たなければならないことを主張するもので、支配身分の者は1:1の結婚生活も許されず、支配身分の者から産まれた子供は親子関係も明らかにされずに国家の共有財産とされるべきことを主張し、「このような政治社会の頂点に立って管理するのは、国家の教育者としての哲学者であるべし」という哲人王思想を述べた。

### アリストテレス
アリストテレスはプラトンの政治論を「きわめて非現実的であり経験に基づいていない」と批判した。彼によれば、「国制においては政治制度をどのように運用していくかという観点が重視されねばならず、プラトンのように理想の政治社会から現実の国制を改変するのではなく、現実の政治社会から理想の国制を展開していくべきで、国制はその追求する目的によって決定される善悪と支配者の数によって形態が決定される」と述べ、それによって国制を大きく6つに分類した。
| 支配者の数 | よい政体 （支配者と被支配者の利益が追求されている） | 悪い政体 （支配者の利益のみが追求されている） |
| ---------- | --------------------------------------------------- | --------------------------------------------- |
| 1人        | 王政（basileia）                                    | 僭主政治（tyrannis）                          |
| 少数       | 貴族政（aristokratia）                              | 寡頭政治（oligarchia）                        |
| 多数       | 「政体」（politeia）                                | 民主政（dēmokratia）                          |

アリストテレスは「人口や風土、国民性などから適合的な国制を研究していくべきだ」と考えていた。またアリストテレスは「政治人」（zōon politikon, homo politics）という人間観を示し、「人間は必然的に政治社会を生きる」と述べた。

### ストア主義（キケロとセネカ）
共和政ローマの代表的な文人・政治家であるキケロはストア派の哲学に影響され、自然法思想を政治研究に取り入れた。『義務論』『国家論』『法律論』は、いずれも政治学史の主題として挙げられるものである。キケロは正義を自然法に基づくものと定義し、「人は正義のために生まれ、権利は自然に基づく」と述べ、さらに自由と平等を関連づけて、「すべての公民が同時にかつ平等に自由を享受できる国家でなければ、それを自由の国家ということはできない」と述べている。キケロは共和政ローマの現実の国制を重視して機構論を展開し、「執政官・元老院・平民会の間に権力分立が成り立っていることは自然法に合致し、それこそが自由を保障する」と述べ、このような立場から、カエサルの独裁を激しく非難した。
このようにキケロは政治社会と自然法を同次元に見ていた。これに対して帝政初期のストア派を代表する政治家・思想家であるセネカは、「自然法に基づく世界共同体・普遍的な世界は精神的なものであり、現実の政治社会で自然法に基づく平等を実現することは不可能で、社会はどこまでも必要悪でしかない」と述べた。セネカは「自然の秩序」と「目前の国家」を二元論的に考え、賢者の名前に相応しい優秀な人材の集まりを「神の国」とし、現実に存在するのは「人の国」とした。

### 初期のキリスト教と政治理論
イエスの死が神の自己犠牲であり、その前提として人間の原罪を設定することによって成立したキリスト教は、政治社会に特徴的な関わりをもった。キリスト教の特徴としては、まず古典古代のギリシャ・ローマの人間観が基本的に能力の調和的発展を理想としていたのに対し、キリスト教の人間観は調和が失われ、分裂的であり、原罪を背負う矛盾に満ちた存在として捉えていたことである。人間はこのような堕落から自力では逃れようがないのであるが、ただ神の慈愛を受け入れ、それを信仰する生活に入れば罪から解放されるとされた。キリスト教においては現世は信仰ほど重要なものではなく、現世の政治は信仰とは基本的に無関係であると考えられたが、キリスト教の教会組織は「最終的手段」（ultima ratio）としての暴力装置を持たなかったのにもかかわらず、一個の政治社会であった。教会は現実社会に対して強固な統制力を持っていたが、その根拠は決定的に思想・信仰にあった。

#### 原始教会（パウロ）

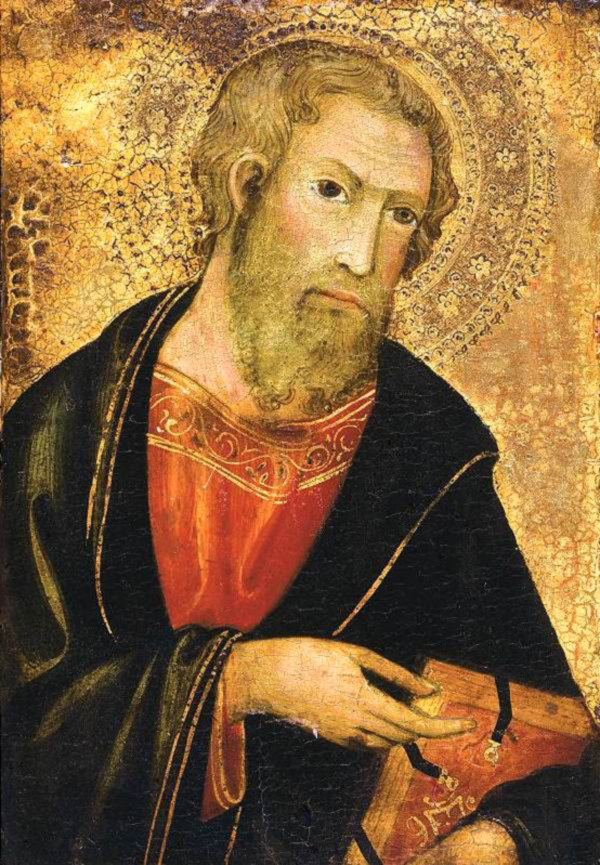
パウロ

キリスト教が民族宗教としてのユダヤ教の限界を超え、普遍宗教として成立するのに貢献したのがパウロである。パウロは現世と信仰を区別し、「ローマ皇帝などの権威は神によって存在している」としながらも、「その政治権力自体に価値があるわけではない」とし、その理由として「キリスト教徒がこれらの権威に服するのは良心という最高の価値に従うからである」と述べた。

#### 両剣論
ローマ帝国においてキリスト教が国教とされると、世俗の権力と教会の関係が徐々に大きな問題となり、これを説明する理論として両剣論（theory of two swords）が現れた。剣とは権威を意味し、5世紀末の教皇ゲラシウス1世が教義の問題で皇帝と対立したときに作り出された。この考えによれば、「皇帝は物質的な剣（gladius materialis）を持つが、教皇は精神的な剣（gladius spiritualis）を持っており、ともに神から別々に下されたものであり対等である。この2つの権力は相補的な性質を持っており、皇帝は永遠の生命のために司教を必要とし、司教はこの世の秩序を維持するために皇帝の力を必要とする」という。ここに現実社会は皇帝の支配する世俗の帝国と教皇を頂点とする教会に二分されて把握され、それぞれ固有の法（ローマ法とカノン法）を持ち、それぞれ固有の行政組織・裁判権を持つと主張された。

#### 教父哲学（アウグスティヌス）

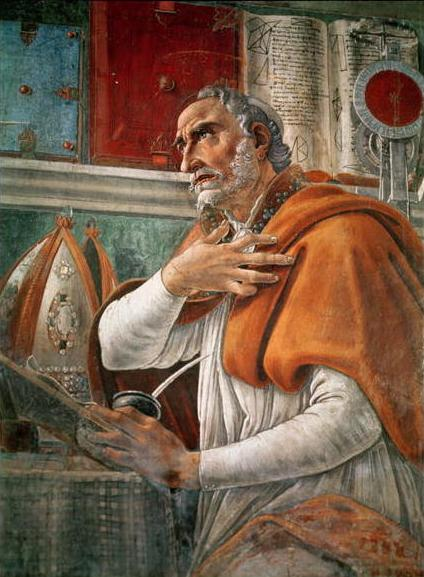
アウグスティヌス

中世の政治思想に大きく影響を与えたのが、アウグスティヌスである。彼の著作『神の国』は、当時北方からのゲルマン民族の侵入によって危機を迎えていたローマ帝国で発生したキリスト教批判に反駁する内容で、現実世界を「地の国」とし、その世界はいずれ崩壊するもので、永遠の「神の国」とは本質的には異なるとした。そのうえで「神の国」は「地の国」と重なり合って歴史を構成しているが、その地上に現れている「神の国」はキリスト教信者の共同体であって、しかも教会と同義ではないとしている。アウグスティヌスは「教会も基本的には「地の国」の政治社会に過ぎない」と述べるが、それを通じて「神の国」に入るという意味では教会のほかに救いはないとした。アウグスティヌスはキケロの正義論を引用しつつ、「キケロのいう正義は信仰なしには存在せず、現実のローマ帝国が没落していくのは正義を欠いているためだ」と結論づけた。

## 中世

### 中世国家と政治理論
中世国家の特質としては、地域国家であることが挙げられる。中世国家を支配する国王のもとには国境も国土も国民も存在せず、その支配は契約関係に依拠するのであり、なおかつその契約関係は流動的であった。
また国王だけでなく領主も軍事力を持っており、ここでは、現代社会において国家の権力を強力ならしめている暴力の独占が行われていなかったので、国王の公権力の性質と領主の私権力の性質は、暴力に関していえば本質的な区別は存在しなかった。さらに法についても、伝統や慣習が重んじられ、そこには「古き良き法」としての慣習と支配関係を規定する契約があるのみで、国王の権力もそれを改変することはできなかった。国王は契約によって支配したが、同時に契約に支配されていたのである。
最後に、中世社会における教会の絶対的な精神的支配を挙げることができる。教皇は、場合によっては国王以上の権威を持っていた。皇帝としてのドイツ国王も中世国家の上位に存在する理念上の帝国（インペリウム）の統治者とされたが、実質に乏しかった上、教皇の支配する教会のほうがより実質的にヨーロッパ世界を統合していた。中世社会では、権力は世俗の国家・王権に、権威は教会に二元化されており、このことがのちのヨーロッパの政治社会を大きく規定した。

### 神学の優位
中世西ヨーロッパの政治社会は、その全体を覆う世俗の権力を持たなかったが、キリスト教共同体としては教会の精神的な支配のもとに統一されていた。このことは、人々の現実生活が宗教によって制約されることにつながった。人間の精神的営みとしての文学、絵画、音楽などの芸術・文化領域は教会に従い、学問も教義の権威に服することになった。学問においてまず優越されるのは神についての学問、神学であり、哲学をはじめとする諸科学は神学に従属した。

### コモン・ロー
中世に成立し、近代政治原理に影響を与えたものとしては、イギリスにおいて成立したコモン・ローを挙げることができる。コモン・ロー（common law）とはイングランド王国の一般慣習法という意味で、11-12世紀ごろから地方ごとに存在していたゲルマン慣習法を統合して成立した。このコモン・ローは人為的に変更不可能とされ、13世紀には法曹院が成立し、裁判活動や法曹家の養成において支配的な役割を果たすようになり、コモン・ローは法曹院を通じて整理・体系化された。ここに君主の権力に対する「コモン・ローの優位」が確立され、コモン・ローは王権神授説に基づくステュアート朝の絶対王政に対する有力な対抗理論となり、名誉革命後の権利の宣言・権利の章典により王権神授説は否定され、議会主権の原理に結びついた。裁判所はコモン・ローに基づくのみならず、議会の制定した法律にも従うべきことが規定され、「法の支配」が確立された。以後この思想は、イギリス法体系の基本原則となった。一方で、「コモン・ローの優位」の思想は独立前後のアメリカにも大きな影響を及ぼし、しかもここではむしろ議会の制定した法律に対する有力な対抗理論となった。それは議会の立法権に対する司法権の優位の主張に結びつき、1803年には違憲立法審査権の確立という形で成果となって現れた。

## 近世

### ルネサンスの政治思想
14世紀に西ヨーロッパ各国に広まったルネサンスは、古典古代（ギリシア、ローマ）の文化を復興しようとする文化運動である。この大きな社会変動の中で、人間の生活感情が一斉に解放されたことにより、そこに現世の喜びが初めて自己目的として味わえるようになって、神に向かう秩序から解放された人間本位の考え方が出現した。いわゆる人文主義である。
また政治認識の上で宗教の教義が力を失い、それと同時に大きな体系的構想が姿を消したことで、「あるものをあるがままに見る」という認識態度が生まれた。いわゆる現実主義である。

### イギリス功利主義とフランス実証主義
19世紀のフランスでは進歩史観に基づき、フランス実証主義が成立した。これは秩序・進歩・友愛によって人間知性が進化していると述べたコントを代表とする、社会を肯定的に見るものであった。
一方イギリスでは、古典派経済学に影響されて功利主義思想が流行した。この思想の初期を代表するベンサムの「最大多数の最大幸福」という言葉に代表されるように、道徳的規範や法規範の根拠を幸福の追求に求めるもので、その根底にはアダム・スミスが論じたような予定調和的な経済観があった。続くミルは、ベンサムが幸福を物質的なものとして捉えていることを批判し、精神的な幸福としての道徳を政治の基礎とした。彼は『自由論』を著して言論の自由を訴えたが、その背景には人間の能力が本来的には調和的に発展するものであるという人間性に対する信頼があった。また『代議制統治論』は代議政体が最善の統治形態であることを主張するものであるが、「同時に現実にさまざま存在する統治形態は環境的条件などにより相対的価値を持っている」とし、「ただ民主主義政体であればよいというわけではない」と述べた。なおミルは女性の解放には熱心で、婦人参政権運動などにも積極的に関わったが、反面労働者階級による「階級立法」を警戒し、労働者問題には消極的であった。
このようにイギリス功利主義もフランス実証主義も、経済的自由主義、自由貿易を主張するものであった。

## 近代
近代的な政治学理論はドイツにおいて国家学という形で発達し、そこでは政治社会は国家として捉えられた。19世紀のイギリス・アメリカでは、功利主義・フランス実証主義・国家学の影響を受けて多元的国家論が唱えられ、国家と社会を区別し、両者を包含する形で政治社会を捉えようとする思潮がおこった。

### 国家学と新カント学派
国家学は、主権概念と結びついた近世自然法思想の影響のもとに、国家有機体説とドイツ観念論の国家主義的な傾向を受けて成立した。また国家学においてはヘーゲルに基づいて社会の道徳的価値は国家に優越性が認められていた。19世紀末ドイツでは、新カント学派が登場し流行した。新カント学派は自然を対象とする自然科学と人間を対象とする人文諸科学はその方法論においても区別されるべきと述べていた。この考え方によれば、人文諸科学は対象領域において重複しているが、それぞれ独自の方法論を持っているために、それぞれの学問分野が個別に成立しうるものであるとされた。この考えは、のちに国家学から政治学を独立させる根拠となるものでもあるが、この時代の実際の研究者の間では政治学を国家学の一分野とする見方が一般的であった。
国家学はジャン・ボダンの主権論やアルトジウスの自然法理論を先駆とし、ヴォルフによって基礎が整えられた。続くブルンチュリは『一般国法学および政治学の歴史』を著し、国家学を体系づけるとともに、学説史と結びつけた。19世紀ドイツを代表する国家学者であるイェリネックは、国家学は政治制度を研究する「国家社会学」と憲法・行政法・国際法などを研究する「国法学」に分け、政治学は国家の目的についての規範的研究と位置づけていた。彼は新カント学派に影響されて、国家を法的組織（形式）と社会形象（当為）の二面性を持つものとして把握すべきであると唱え、国家の形態は多様であり、類型的に把握すべきだと論じた。これに対しケルゼンは、当為と形式は関連性がない別個の領域で、国家は法秩序として一元的に捉えるべきであるといい、形式を重視した純粋法学を提唱した。彼はまた価値絶対主義が政治的絶対主義を生み、価値相対主義は政治的相対主義＝寛容を生むといい、民主主義は価値相対主義に基づくと主張した。ケルゼンは、道徳と法はその存在領域が異なるためにその対立は存在せず、政治的な義務としての法規範が、倫理的な義務としての道徳規範と対立することはないと述べた。シュミットは、政治の本質は決断であると述べ、国家における決断の主体として主権を定義し、主権国家を擁護した。現実的には優柔不断な政権よりはナチスの独裁の方がよいとして、ナチスとその拡大政策の支持につながった。彼は『ヴァイマル・ジュネーヴ・ヴェルサイユとの対決』を著し、ヴァイマル体制を批判していたので、それもナチスの目的と合致するものであった。ヘラーは国家学を政治学の一分野とし、従来国家学に政治学が含まれてきたことを批判した。また、「ヴァイマル体制は敗戦の結果強要された政治体制で、ドイツの国民性に適合していない」とする見方があったのに対して、ヴァイマル体制はドイツの近代政治思想の正統を継承するものであると擁護した。しかし、新たに台頭したナチスはヴァイマル体制の打破を目的としていたので、ヴァイマル体制を擁護したヘラーは亡命を余儀なくされた。

### 多元的国家論
国家学が政治社会を国家とほぼ同義に見ていたのに対して、アメリカやイギリスで興った多元的国家論は、国家の役割をより限定的に見るものであった。ジョージ・コールは、社会を全体性に基づく柔軟なコミュニティと、その内部に存在する目的性に基づくアソシエイションに分類すべきと述べた。コミュニティは世界、国民、村落といった柔軟かつ多様な社会で、その内部に会社、結社、組織などといった目的性を持った社会としてのアソシエイションが存在しているとした。これによれば、政治社会は国家学のように国家の利害に基づいて成立するのではなく、多様なアソシエイションの利害の総合の上に成り立つものであるとされた。つまり政治学の対象を国家だけでなく、社会のさまざまな集団に向けるものであった。ラスキはコールの論に基づいて、国家はアソシエイションの1つに過ぎないのであるから道徳的優越性を持つものではないとして、政治学が国家中心に語られるのを批判した。

### マルクス主義政治学
一方で、経済的な研究から階級主義的な歴史観を提唱したマルクスは、社会を階級に基づいて把握することを提唱し、社会・国家の政治闘争を階級間の利害対立に還元する見方を示した。

### ドイツ自由貿易学派と講壇社会主義
19世紀に入ると社会政策も本格的に学問の対象とされ、主に経済学の影響を受けて社会政策思想が成立した。まず1858年にイギリスの功利主義・自由貿易主義に影響されて、ドイツの自由主義者が「ドイツ経済者会議」（Kongress deutscher Volkswirte）を結成、それを根拠として「ドイツ・マンチェスター学派」（das deutsche Manchestertum）が形成された。彼らは貿易自由政策を重視するよう主張する一派で「ドイツ自由貿易学派」とも呼ばれ、その中心人物はプリンス・スミスである。当時、ドイツを中心とする中央ヨーロッパ諸国はドイツ関税同盟を形成していたが、この時期北東ドイツの農業地帯及び北海沿岸の港湾都市は経済上イギリスとの結びつきが強く、彼らはその経済的利害を代表していた。具体的には、ドイツ関税同盟に代表される保護関税政策を拡大することに反対し、むしろ不必要な高率の保護関税を廃止すべしと論じた。一方で、ドイツ国内の急速な工業化・先進化はとくに労働問題を先鋭化させ、労使関係の調整が必要とされていることは明らかであった。講壇社会主義は主にアカデミックな立場から、国民経済を、その崩壊を招きかねない労働問題・社会問題の激化から救出することを第一の目的としていた。この学派は「社会政策学会」という機関を持ち、代表する論者はシュモラー及びブレンターノ、ワグナーであった。彼らはまず、経済的な自由主義の道徳的価値が絶対であるとする自由貿易学派の主張に対し、社会政策に関する学問は科学的でなければならず、したがってそれはあらゆる道徳的価値を排した、客観的な学問にされるべきだとして批判した。彼らは労働者を保護すべきだと論じたが、それは倫理的な理由によるのではなく、産業社会の進展に必要不可欠な負担であると論じた。したがって講壇社会主義は労働条件の改善などの社会改良を主張しながらも、一方で労働運動にはむしろ否定的であった。

## 現代

### 政治学の成立

#### 先駆
イギリスでは19世紀末から20世紀初頭にかけて、工業化と都市への人口集中が進み、労使の階級対立やマスコミの発展により政治状況が急速に変化した。このような状況を受けて1867年と84年の選挙法改正が行われ、労働者階級に広汎な選挙権が与えられたにもかかわらず、労働者の議会進出は緩慢であった。選挙権の拡大に伴って投票率は低下し、政治腐敗や政治的無関心が蔓延し、候補者の当落は政治的業績や理念よりも容貌や演説の巧みさ、広報活動や運動のテクニックに影響されるようになった。ウォーラスは、民主主義が制度として確立されているのにもかかわらず、実際の状況がこのように民主主義の本質とはかけ離れていることを危惧し、1908年現代政治学の先駆的著作『政治における人間性』を発表した。同年、アメリカの社会学者アーサー・F・ベントリーは、当時アメリカで流行していた制度論的政治学を「死せる政治学」（Dead Political Sciences）と批判し、『統治過程論 (The Process of Government)』を発表した。彼は、政治とは利益を巡って形成される党派間対立と、統治機構によるその調整過程であると述べて、制度的研究よりも党派と政治の過程を重視すべしと述べた。しかし、ベントリーの主張は政治学界では当初あまり重視されず、むしろ当時個別の学問として発展し始めた社会学に影響を与えるものだった。

#### シカゴ学派
ウォーラスの研究に依拠しつつ、心理学や政治的多元主義の影響を受け、1920年代末にシカゴ大学のメリアムとラスウェルを代表とするシカゴ学派が形成された。メリアムは経験的研究では成果をほとんど挙げることはなかったが、問題提起と後進の育成に努力し、彼の周辺では政治学の基本的目標と方法について活発な議論が行われた。メリアムは1925年に『政治学の新しい視角』を発表し、政治学の研究方法に心理学と統計学の導入を訴えた。メリアムを創始者とするシカゴ学派の目的は、政治学の科学化であった。

### 政治学の展開

#### 行動科学政治学
1950年代に入ると、シカゴ学派の研究を基礎として、政治学は新しい局面を迎えた。行動科学的アプローチという新しい手法が導入され、「行動科学革命（行動論革命、behavioralist revolution）」と呼ばれるほどのインパクトを与えた。
行動科学政治学の先駆は1945年、サイモンによる『経営行動--経営組織における意志決定過程の研究』である。同書において「行動」「意志決定」「組織」といった用語が使われ、政治学に定着した。サイモンは多才で学際的な性格の研究者で、社会学や経営学など隣接諸科学とも積極的に学的交流をはかり、その結果社会学の分野でもこれらの用語が定着した上、サイモンによって現代行政学が基礎づけられ、政治学からの独立の契機となった。次に、キーは『南部の政治』を著して政党研究の先駆となり、トルーマンはベントリーの政治過程論を見直した。アーモンドは政治システム論を比較政治学の分野に導入した。彼ら行動科学政治学の開拓者達は、いずれもシカゴ学派の系譜に属する研究者であった。
行動科学政治学において、政治学は行動科学の一種と看做される。すなわち政治現象を行為者としての人間及び集団の行動と考え、行動科学の方法論に従ってその科学的説明を行い人間の行動としての政治現象に関する一般法則を樹立する立場である。より具体的には次のような方法論的特徴を持つ。政治現象についての客観的データを計量的、統計学的な手法により収集する。そのデータから実証的に理論を構築する。政治行動はどんな環境にあっても統一性・共通性を持つとする観点から、理論の一般性を重視する。政治現象を人間の行動と看做す立場から、分析単位として制度を退け人間及び集団により現実に作動する政治の過程を選択する。以上が際立った方法論的特徴である。こうした特徴は価値中立的で、自然科学の方法論に類似したものと考えられた。行動科学政治学はデータに基づく実証分析を確立し、その後の行動科学的手法以外の手法をとる政治学にも大きな影響を与えた。一方でこのようなデータに基づく実証は、膨大なデータを処理することが可能なコンピュータの出現により可能なものとなった。
行動科学政治学は、政治過程の分析と比較に関してこれまでにない成果を挙げた。代表的な論者であるイーストンは政治現象を捉える一般的な枠組みとして、政治システム論を構築した。これは政治現象を政治システムへの入力・政治システムからの出力・フィードバックの総体と捉えるものである。政治システム論は特定の、或いはある政治社会に固有の制度を乗り越えて政治現象のあり方を分析できる画期的な一般理論であった。こうしたアプローチは、制度が未発達なところでの政治現象の分析には特に優位性を持つ。さらにアーモンドは政治システム論を発展させ、比較政治学に適応した。すなわち、社会学者パーソンズの構造＝機能分析を政治システムに応用するとともに、政治システム論を基に政治文化論を提唱した。これにより従来の制度的比較を超克し、政治過程に関してのより意義ある比較が可能となったわけである。ダールはポリアーキーなどの概念を用いて、行動科学政治学の視点からデモクラシーや政治的多元主義を説明した。国際政治学にシステム論を応用しようと試みたカプランや、ドイッチュも有力な論者である。

#### 脱行動科学の動き
かくして政治学における主流派の地位を占めるに至った行動科学政治学だが、1960年代には様々な角度から批判されるようになる。さらに行動科学政治学側でも、それらの批判をうけて脱行動科学の方向を模索し始めた。
既に1940年代・50年代から行動科学政治学と一線を画す研究は行われていた。その代表的なものの一つは、後述する合理的選択理論である。さらにモーゲンソーは社会科学のディシプリンとしての国際政治学の確立を目指す一方で、行動科学の手法とは距離を置いた。『科学的人間 対 権力政治』（Scientific Man versus Power Politics, 1946）において行動科学的手法がアクター間関係にはたらくパワーの要素を見落としがちであることを指摘し、政治学はそうしたパワーの要素を捉えるべきだと論じた。ラズウェルとカプランの共著『経済と社会』（Power and Society, 1950）の書評では同じような論点から、哲学的・規範的視点の軽視を批判した。しかし行動科学政治学に対するより端的で鋭い批判は、それとは異なる観点から生じた。シュトラウスを筆頭とするシュトラウス派による批判と、いわゆるニュー・レフトからの批判である。
行動科学政治学の基礎となるのは、価値と事実は峻別できるという考え方である。その上で客観的な事実だけを政治現象として取り出し、帰納法による実証を通じて政治現象を科学的に把握・説明できるというのが行動科学政治学の基本的立場である。この思想は古くはコントの実証主義に遡ることができ、新しくはヴェーバーが強く主張したものであった。シュトラウスは、こうした行動科学政治学の背景思想に真っ向から異を唱え、政治哲学の復権を強く主張した。
いわゆるニュー・レフトによる批判はシュトラウスのそれとは些か異なる趣を持つ。すなわち、彼らの批判は1960年代後半の社会情勢に起因する。ニュー・レフトははっきりと体制に対する不満を表明し、さかんに社会運動を繰り広げた。さらにベトナム戦争は人々に体制への疑問を喚起することとなった。その結果彼らの影響力は政治学にも及び、体制の変動もしくは「よりよい社会」の建設のための政治学を提起した。彼らにとって価値中立性を謳う行動科学政治学は、現実政治の実証的分析の名の下に現体制を擁護する「死んだ政治学」にほかならなかった。実はこの種の論争は、既に1950年代の政治学において見出すことが出来る。社会学者ミルズは、1956年に『パワー・エリート』（The Power Elite）を著した。この中でミルズは有名な政・軍・産複合体の概念を打ち出し、アメリカの政治における決定はこれら一部のエリートに握られていると論じた。これは体制批判の含意をもつものであった。対して行動科学政治学を代表する研究者であるダールは、『統治するのはだれか――アメリカの一都市における民主主義と権力』（Who Governs?:Democracy and Power in the American City, 1961）において反論を繰り広げた。ダールはコネティカット州ニュー・ヘヴン市における実証研究を通じて、決定のシステムが多元主義的であることを示した。ミルズの影響の下アメリカ政治の多元性を疑うニュー・レフトにとってみれば、行動科学政治学の知見は欺瞞に満ちておりそれは単なる体制擁護のイデオロギーに過ぎなくなる。従って、ニュー・レフトの観点からすれば行動科学政治学は社会に対する有意性すなわち体制変動に貢献する要素を持たない。新しい政治学を求める者はこの点を強く批判し、新政治学コーカス（The Caucus for a New Political Science, CNPS）を立ち上げた。
こうした批判を受けて行動科学政治学側も「脱行動科学」を打ち出した。行動科学政治学の第一人者、イーストンが1969年に行ったアメリカ政治学会会長演説がその契機といわれている。この中でイーストンは有意性と行為をキーワードに「脱行動科学革命」を提唱した。これは行動科学が経験的保守主義のイデオロギーを隠している、つまり体制擁護的であることを認めたものであった。さらに行動科学政治学が現実との接触を失っていること、政治学が「よりよい社会」の実現に資すべき事など、新しい政治学を求める一派の主張を一部取り入れたものでもある。一方でイーストンは従来の行動科学政治学の成果を否定したわけではない。彼は「脱行動科学革命」をむしろ行動科学政治学の拡張と捉えた。行動科学的手法を維持したまま、1960年代後半に見られたような社会的危機の克服に政治学が資することが出来ると考えたのだ。
こうした脱行動科学の動きは、新しい政治学のあり方を提示するのに必ずしも成功しなかった。CNPSにつながる政治学者たちは、参加民主制などの新しい思潮を生み出したが、新しい政治学の潮流を築き得なかった。これはイーストンの「脱行動科学革命」も同様である。行動科学政治学は政治過程論などの分野で有力な地位にとどまる一方、支配的な方法論ではなくなった。政治哲学の復権、合理的選択理論の台頭など政治学は方法論的な多様性と支配的パラダイムの不在という状況を迎えることになったのである。

#### 合理的選択理論
1950年代以降、行動科学政治学か主流となる一方で経済学の方法論を政治学に導入することを端緒として、これまでとはまったく異なるアプローチが登場した。それらを総称して合理的選択理論と呼ぶ。合理的選択理論に共通する特徴は、ミクロ経済学のいくつかの仮定を受け入れるということである。すなわち合理的選択理論において政治現象は、自己の利益・効用を最大化しようと行動する政治的アクターの相互作用の総体となる。これはアクターの合理性仮定ともいわれる。同時に合理的選択理論は個々のアクターの選択に焦点を当て、その選択の帰結として政治現象を説明する。つまり、方法論的個人主義に立脚した理論である。アクターの合理性仮定と方法論的個人主義は、程度の差はあれ合理的選択理論に共通する大前提である。このような前提に立ってマクロの政治過程をミクロの観点から分析する、或いはマクロの政治現象にミクロによる基礎付けを行う理論として発生した。このミクロ的分析視角を体系的に確立したというのは、合理的選択理論の斬新な点であった。また他の方法論的特徴としてはフォーマル・セオリーによる手法、すなわち演繹主義が挙げられる。合理的選択理論に立つ論者は理論やモデルを構築し、その正当性を検証するために実際の事例やデータを用いてきた。このことは、行動科学政治学の帰納的アプローチとは対照的である。こうした特徴から、合理的選択理論のモデルとしては数理モデルがよく用いられる。戦略的状況の下でのアクターの意思決定を分析するゲーム理論を政治学に導入したのも、合理的選択理論の系譜である。
他方経済学においては非市場的意思決定の研究が既に行われていた。第二次世界大戦後発達した公共経済学の分野がそれに当たる。他の経済学における研究は後に合理的選択理論のうちでも特に社会的選択理論と呼ばれる分野に結実した。いわゆる集合的意思決定に関する研究であり、その1つの記念碑的研究の成果がアローの一般可能性定理である。アローの研究は『社会的選択と個人的評価』（Social Choice and Individual Values,1951）に纏められている。
政治学における合理的選択理論の先駆となる研究は、ブラックによりなされた。ブラックは社会的選択理論の研究を行う一方、選挙における有権者や政党を研究対象とし中位投票者理論を構築した。しかし、合理的選択理論を政治学において確立する契機となったといえるのはダウンズとその著書『民主主義の経済理論』（An Economic Theory of Democracy, 1957）である。ダウンズはブラックらの議論を空間モデル（一次元空間モデル）などを駆使して精緻化し、体系付けた。これ以降、有権者・政治家・政党・議会（立法府）・行政府・官僚等の政治的アクターの分析が本格化した。
ブキャナンとタロックによる『公共選択の理論－合意の経済論理』（The Calculus of Consent:Logical Foundation of Constitutional Democracy, 1962）以降の研究は、これまでのケインズ経済学、及びケインズの理論に立脚する経済政策の正当性に疑問を投げかけるものであった。すなわち市場の失敗の解決や公共財の供給のためには政府の介入が必要とされ、実際に政府の介入により効率的な資源分配、公共財の供給が行われるという見解が従来の主流で、不景気の際に政府が市場への介入、具体的には政府支出を増大させる財政政策をとることが解決策になるという主張が一般的であった。ブキャナンらは財政学の視点を交えて政治過程における多様なアクターの相互作用を分析した結果、政府による介入がかえって非効率につながり効果が得られない場合があることを明らかにした。
この他の合理的選択理論の知見としては、集合行為論が挙げられる。オルソンは著書『集合行為論』（The Logic of Collective Action:Public Goods and the Theory of Groups, 1965）でアクターの合理性を仮定した場合、どのように集団が形成されるかを明らかにした。これ以降、集合行為や公共財の供給におけるフリーライディングなどの問題が政治学の場で正面から扱われるようになった。またライカーは『政治的連立の理論』（The Theory of Political Coalition, 1962）でゲーム理論を政治学の分析に応用した先駆者となった。このようにライカーはゲーム理論をはじめとしてフォーマル・セオリーを使い合理的選択理論を精緻化、ほぼ完成に導いた。ライカーは合理的選択理論をベースとした実証政治理論（Positive Political Theory）の創始者とも看做されている。
現在では合理的選択理論は公式・非公式の様々な制度の分析、及び制度とアクターの相互作用の分析に取り組んでいる。これがいわゆる合理的選択新制度論（合理的選択制度論）である。

#### 制度の再発見：新制度論
1950年代以降主流となった政治学におけるアプローチは、行動科学政治学にせよ合理的選択理論にせよ、個々のアクターに焦点を当てるものであった。従って分析単位として政治制度が取り上げられることは少なく、本来アクターの行動の場となるべき制度は軽視されてきた。こうした政治学における制度の軽視という状況に警鐘を鳴らす研究、或いは従来の制度を軽視した方法論の限界を踏まえた研究が1980年前後から登場した。この風潮を一般に「新制度論」（新制度主義、新しい制度論、New Institutionalism）と言う。公式の制度にのみ焦点を当てた制度論とは異なり、新制度論においては非公式な制度、すなわち慣習や行動規範にまで射程が広げられる。
新制度論とは、19世紀から20世紀初頭にかけて主にアメリカで隆盛を極めた制度論（旧制度論）との対比を意識した言葉でもある。さらに新制度論は、制度の分析のみならずアクターと制度との関係、もしくは相互作用を捉えようとする傾向にある。これも、制度だけを取り出して研究対象とした旧制度論とは異なる点である。こうした制度を巡る新しい諸研究を新制度論として初めて体系付けて論じたのは、マーチとオルセンである。
しかし本来新制度論とは、政治学の様々な方法論が独自に制度の分析に取り組んだ結果生じたものである。すなわち、最初から新制度論として一定の共通の方向付けがなされて纏まったものではなく、全く異なる別個の潮流・理論の集合体であると言える。そのことを踏まえたうえで新制度論を整理し論じたのがホールとテイラーである。ホールとテイラーによると新制度論は全く別々に生じた3つの潮流に分類できる。つまり合理的選択制度論、社会学的制度論、歴史的制度論の3つである。
合理的選択制度論は、従来の合理的選択理論が制度に関する分析を開始したのを契機として生じた。従って経済学の方法論との親和性から、経済学的制度論と呼ばれることもある。合理的選択制度論にあって制度は、アクターの行動に課されるパターン化された制約と捉えられる。従って個人の選好、戦略的行動の帰結として制度は存在する。すなわち、ノーベル経済学賞を受賞し政治学・経済学の領域で新制度論に基づく研究業績を挙げたノースによれば、「制度とは、社会のゲームのルールであり、より公式に定義するならば、それは人間が自らの相互作用を成り立たせるために考案した（中略）人間が交流する上での誘因を構造づけるもの」となる。言い換えれば多くの場合制度はゲームにおける均衡として捉えられる。このように個人の選好に基づく利益・効用最大化行動、及び戦略的行動の帰結という制度観を共通に持つ複数のモデル・理論の集成が合理的選択制度論である。従って後述する社会学的制度論ほど、統一された1つの学派という性格は強くない。
合理的選択制度論の1つの重要な潮流は、アロー以来の社会的選択理論を背景にアメリカ連邦議会研究の中から登場してきた。社会的選択理論の重要な知見の1つは、多数決の不安定性言い換えれば多数決による意思決定の困難さであった。つまり理論的には議会などで個々人の選好に基づき投票を行った場合には循環が生じ、最終的な意思決定ができなくなる。このことは投票のパラドックス、或いはコンドルセのパラドックスと呼ばれ古くから知られたことであった。しかし実際の議会はこのような循環などの意思決定上の問題から来る機能不全に陥ってはいない。その理由を探求したのがシェプスリ及びワインゲストによる一連の研究であった。研究によると議会の中にはこのような循環を防ぎ、安定した決定すなわち均衡を誘導する制度的メカニズムが存在する。そうした制度的要因が働き、議会は循環などの意思決定上の困難に遭遇せず機能を果たすことが出来る。そうした制度的メカニズムの代表例は委員会制である。このように制度とは構造に誘導された均衡（決定）を導くものであるとここでは考えられる。
合理的選択制度論のもう一つの潮流は、いわゆる取引コストの経済学を政治現象の分析に応用したものである。取引費用の経済学自体はコースの先駆的研究にまで遡れる古い概念である。取引費用が存在する場合、市場によっては効率的な価値配分が行われない。むしろ何らかの垂直的秩序（例：企業）に依存したほうが効率的であるとするのが取引費用の経済学の立場である。ところでこうした取引費用の中には情報のコストも含まれる。経済活動そして政治活動における様々な情報は非対称である。従ってこの場合にも垂直的構造に依存するのが効率的である。このような状況を分析するのにプリンシパル＝エージェント・モデル（本人代理人論などと訳される）は有意性を持つ。例えば政治家には政策立案に関する情報コストがある。そこで専門知識を有する官僚をエージェントとして雇う。こうして政治家と官僚の間には垂直的秩序であるプリンシパル＝エージェント関係が成立する。このようにプリンシパル＝エージェントモデルは典型的に政治家（立法府）・官僚（執行府）関係を分析するのに用いられる。プリンシパル＝エージェントモデルは1990年代以降日本政治の分析にも応用され、最も良く知られる合理的選択制度論のモデルとなった。
一方で新制度論のもう一つの典型が社会学的制度論である。社会学的制度論は、アクターの行動や現実理解を意味づけるものとして制度を捉える。これはアクターの行動が制度に規定されることを強調する立場である。このことは、アクターの行動が制度に規定されることよりもむしろアクターが制度を生み出すことを重視する合理的選択制度論の制度観とは対比的である。社会学的制度論はその名が示すとおり社会学において発生し、後に政治学に応用された。社会学的制度論が政治学に導入される契機となったのが、マーチとオルセンの論文である。ヴェーバー以来社会学にあって官僚組織を代表とする組織は、合理性を追求するものと考えられていた。この「組織」とは、ある目的を効率的に追求するための構造という命題に対するアンチテーゼとして、アメリカで1950年代に登場したのが社会学における制度論、新しい組織理論であった。なお、この頃、ヴェーバーの官僚制に関する研究が英訳され大変な反響を呼んだ。この社会学的制度論の発展に寄与した社会学者としては、マイヤー、ディマジオ、パウエルらが挙げられる。彼らの主張は、制度の形態や手続きが最も効率的というわけではなく卓越した合理性を備えているわけではないということであった。そうした形態がとられたのは主に文化的なものや慣習のためであるというのが社会学的制度論の認識である。従って、社会学的制度論は結果的に文化や慣習がアクターを拘束することを重視することになる。すなわち、社会学的新制度論は一種の文化的アプローチである。
第三の新制度論として、歴史的制度論が挙げられる。歴史的制度論は歴史を重視することを共通項とする、かなり幅広いアプローチと看做すことも出来る。例えば、合理的選択理論に依拠する者が歴史制度分析を行う場合にも歴史的制度論に基づく研究と分類されかねない。このことから、新たな分野として歴史的制度論を取り上げることを疑問視する意見もある。しかし一般に歴史的制度論と言った場合、次のような立場をとるとされる。すなわち過去に採用された制度が現在の制度、或いは政治のあり方を規定しているとする立場である。このような立場からの研究としては、パットナムのイタリアにおける地方政府のパフォーマンスの差異に関する研究が挙げられる。

#### 現代の政治哲学・規範的政治理論
1920年代にいわゆるシカゴ学派から始まった政治学の科学化の流れは、1950年代に行動科学政治学において一つの頂点に達した。このように科学的・実証的な政治学が脚光を浴びる一方で、規範的な理論或いは伝統的な政治哲学に対する関心は失われていった。政治学界においては「政治哲学の死滅」が語られ、政治哲学は過去のものという議論すら展開されていた。そのような状況から人々が再び政治哲学に注目したのは1970年代のことであり、その嚆矢となったのはロールズの『正義論』と言われてきた。しかし、それ以前にもロールズ以降の理論的展開に劣らぬ重要性をもった理論の提起が行われている。むしろ政治哲学に対する関心の復活は、1940年代以降に展開された政治哲学の復権に向けた様々な研究者の活動の帰結と言えるかもしれない。
特に現代政治学の発展に大きな影響力を与えてきたアメリカ政治学における政治哲学の復権は、ナチス政権下のドイツから亡命したユダヤ人研究者によって開始されたといえる。アーレントの全体主義に関する考察は、その代表例である。アーレントの議論は亡命ユダヤ人としての立場から、全体主義の思想的原因を西洋の政治哲学の伝統の中に探るものであった。このような論点に立脚したアーレントの研究は、プラトンからカント及びマルクスまでに及んだ。その一つの成果が『全体主義の起源』（The Origins of Totalitarianism, 1951）である。また彼女の政治哲学の一つの到達点であり最も重要な著作として、『人間の条件』（The Human Condition, 1958）が挙げられる。もう一つの代表例がシュトラウスである。シュトラウスは行動科学政治学などの科学的アプローチにおける「事実と価値の峻別」を問題にした、科学的な政治学に対する最も鋭い批判者であった。シュトラウスにとって事実と価値は分かちがたく結びついたものであり、従って政治学と倫理学は不可分である。彼はこのような観点から、政治学と倫理学の接点である政治哲学の復権を説いたのであった。そこで政治哲学者としてのシュトラウスは、政治学と倫理学が密接な関わりを持っている古典的テキストの読み直し・再解釈を行った。彼が特に注目したのは、古典古代とりわけ古代ギリシアの政治哲学である。古代の政治哲学の立場に立って近代の政治哲学と対置させ、古代の政治的合理主義を再発見したのがシュトラウスである。
保守主義は自由主義・社会主義と並んで西洋、とりわけ英米の政治哲学における主要な潮流である。この保守主義の思想を新たな視点から再構築したのが、オークショットであった。オークショットは懐疑主義の立場から、合理主義すなわち人間理性により完全性を備えた世界・社会を構築できるという思想を批判した。その上でオークショットは人間の蓄積した経験と伝統に依存すべきことを説いた。このようなオークショットの立場は、比較的初期の論文『政治における合理主義』（Rationalism in Politics, 1947）によく現れている。このような観点に依拠しつつ、人間の行為についての検討を通じて伝統を重視する中での個人の自由の担保、或いは自由と秩序の両立を論ずるのが主著の一つである『市民状態とは何か』（On Human Conduct, 1975）である。
1960年代から1970年代にかけて、規範的な政治理論もしくは政治哲学は再び脚光を浴びることとなった。その背景には、社会不安やこれまでの実証的な政治理論が社会に対する有意性をもたないと批判されたことがある。再び「政治の本来の在り方」や「善い政治、或いは正義を実現する政治」、「理想の政治の在り方」という規範を巡る議論が活発となったわけである。こうした状況の中で登場したのがロールズとその著書『正義論』（A Theory of Justice, 1971）であり、ロールズの理論は大変なインパクトを与えた。
ロールズの理論は、ホッブズ以来の社会契約論を再構成したものであった。一方でロールズはこれまでの功利主義のパラダイム、すなわち社会の構成員各自の満足の総計を最大化するよう制度を定めることが理想の政治であるという考えを否定することを狙いとした。彼によると功利主義は個人の満足を巡る選択原理をそのまま社会の選択原理に拡張したものであり、そこでは個人間の能力などの差異や分配は問題にされていない。従って、功利主義は社会の選択原理としては適切さを欠くこととなる。そこでロールズが功利主義に代わるものとして提示するのが、「公正としての正義」である。ロールズは「公正としての正義」に適う正義の二原理を社会が採用する過程を、社会契約論によって説明した。自由主義に立脚するロールズは自由と平等の緊張関係を認識した上で、不平等の存在を前提としつつも自由と平等の調和を考えた。彼は均等な機会のもと自由競争を行い、その結果を国家の再分配により調整し不平等を是正する社会をここで描出している。ところで、ロールズのいわゆる格差原理は厚生経済学の社会厚生の定義に大きな影響を与えた。最も効用の低い水準にある者の効用を大きくすることが社会の厚生の極大化につながるという定義であり、これをロールズ基準と言う。
ロールズの理論は現代の自由主義に多大な影響を与えた。一方でロールズの自由主義は実は自由主義の伝統から逸脱するものではないかとする批判も現れた。その代表格がノージックである。彼の著書『アナーキー・国家・ユートピア』（Anarchy, State, and Utopia, 1974）は『正義論』への反論の書として書かれた。ノージックによれば、ロールズの理論の実現を図ると国家に必要以上の機能を与えることになる。そのような国家は、個人の自由や権利を侵害しかねないとするのがノージックの主張である。そこで彼はロックの社会契約論を援用しつつ、ロールズと同様に社会契約論を再構成した。まずはじめに自然状態を想定し、国家が本来どのような理由で存在を認められるかを考察した。国家の存在を否定すれば、すなわちアナーキー状態では自然状態における個々人の権利を守ることは出来ない。このように国家は個々人の権利を擁護するためにその存在を認められているのであり、それ以上の機能を行使すべきではない、もしすれば個人に対する権利の侵害につながりかねないとするのがノージックの理論である。このノージックの自由主義も現代自由主義の理論に大きな影響を与えた。しかし、これらの思想はリバタリアニズムと呼ばれ区別されることもある。
ロールズやノージックのような広い意味での自由主義の思想に対抗するのが、コミュニタリアニズム（共同体主義）である。これは自由主義が基本的に個人主義に立脚しているのに対し異を唱えるものである。自由主義においては程度の差はあっても善は個人の問題である。対してコミュニタリアニズムは共通善を強調し、人間は共同体において人格形成を行う中で共通の善を学ぶとする。代表的な論者としてはテイラー、ウォルツァーが挙げられる。

#### 政策科学の分化
シンクタンク（think tank）は「考える戦車」という意味で、第2次世界大戦中に使われるようになった言葉だとされている。今日的な政策研究機関としてのシンクタンクの草分けは、1916年に設立されたアメリカの政府調査研究所を前身とする1927年設立のブルッキングス研究所に求めることができる。ブルッキングス研究所は第2次世界大戦後のヨーロッパ復興計画である「マーシャル・プラン」の策定に深く関与しているとされている。ブルッキングス研究所がリベラルな政策機関だったのに対し、保守主義が対抗して育成したシンクタンクがアメリカン・エンタープライズ公共政策研究所である。同所は1943年にビジネス研究を目的として設立され、1960年に現在の名称に変更された。シンクタンクは、具体的な政策形成において民間の意見を反映させることを目的としている。ここに、より実際的な政治活動としての政策形成を対象とする政策科学が成立した。アメリカではすでに広汎なシンクタンクの存在、政策科学を扱う大学のシンクタンク化が進み、政策を産業とする構造ができあがっている。日本では2004年以降、国立大学に次々と公共政策大学院が設立されているが、政策科学が定着するにはなおしばらく時間がかかると見られている。